# Datagram Congestion Control Protocol
DCCP eller Datagram Congestion Control Protocol är ett transportskiktsprotokoll för icke-pålitlig dataöverföring, likt UDP, men som till skillnad från UDP erbjuder ett ramverk för olika typer av flödeskontroll. DCCP används bland annat av vissa program för IP-telefoni och strömmande media.